# Phyllodactylus johnwrighti
Phyllodactylus johnwrighti este o specie de șopârle din genul Phyllodactylus, familia Gekkonidae, descrisă de Hugh Neville Dixon și Huey 1970. Conform Catalogue of Life specia Phyllodactylus johnwrighti nu are subspecii cunoscute.